# Estació de Sitges Llevant
Sitges Llevant és una estació de ferrocarril en projecte que s'ubicarà al nord del municipi de Sitges, a la comarca del Garraf. L'estació pertany a la línia Orbital Ferroviària (LOF), i es preveu que es construeixi en un punt al nord-est del municipi, al costat de la urbanització de Quint Mar. Encara que sigui de la LOF, no es preveu que doni servei a aquesta línia, sinó a una altra línia encara per concretar.

## Serveis ferroviaris
| Rodalia de Barcelona                |                      |       |        |                                     |
| Procedència/Destinació              | <                    | Línia | >      | Procedència/Destinació              |
| Final de línia encara per concretar | Garraf Park and Ride | obres | Garraf | Final de línia encara per concretar |